# Piaye nain
Coccycua pumila
Espèce
Synonymes
Coccyzus pumilus
Statut de conservation UICN

 LC  : Préoccupation mineure
Le Piaye nain (Coccycua pumila), aussi connu en tant que Coulicou nain, est une espèce d'oiseaux de la famille des Cuculidae. C'est une espèce monotypique.

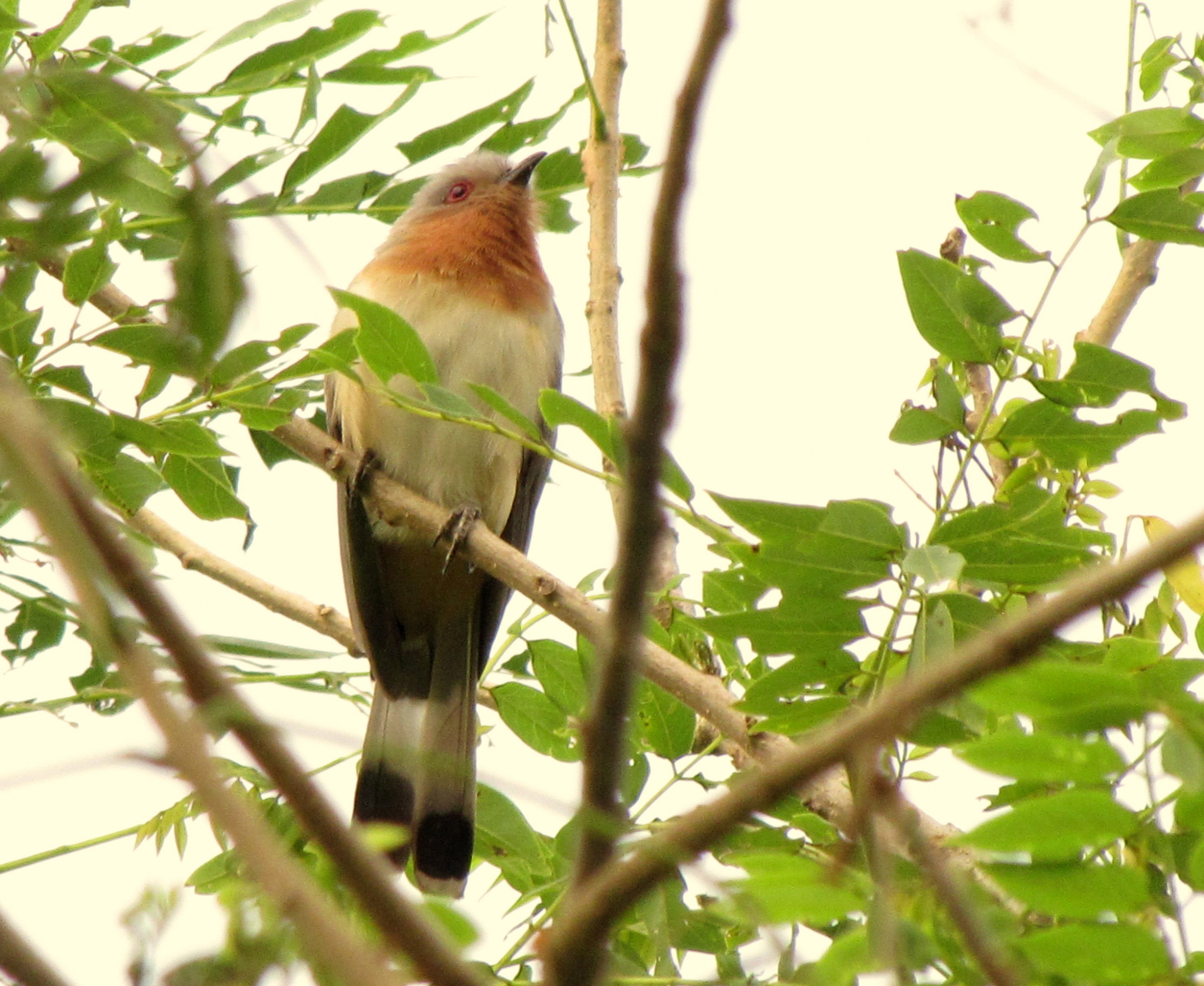

## Mensurations
Il mesure 21 cm pour environ 36 g.

## Alimentation
Il se nourrit d'insectes, particulièrement de chenilles, de nymphes de membracidés.

## Habitat et répartition
Il fréquente forêt secondaire, forêt galerie, forêt décidue…. Son aire s'étend sur la Colombie et le Venezuela.